# Nipponotrophon elegantissimus
Nipponotrophon elegantissimus is een slakkensoort uit de familie van de Muricidae. De wetenschappelijke naam van de soort is voor het eerst geldig gepubliceerd in 1971 door Shikama.